# Bismarck-Eiche

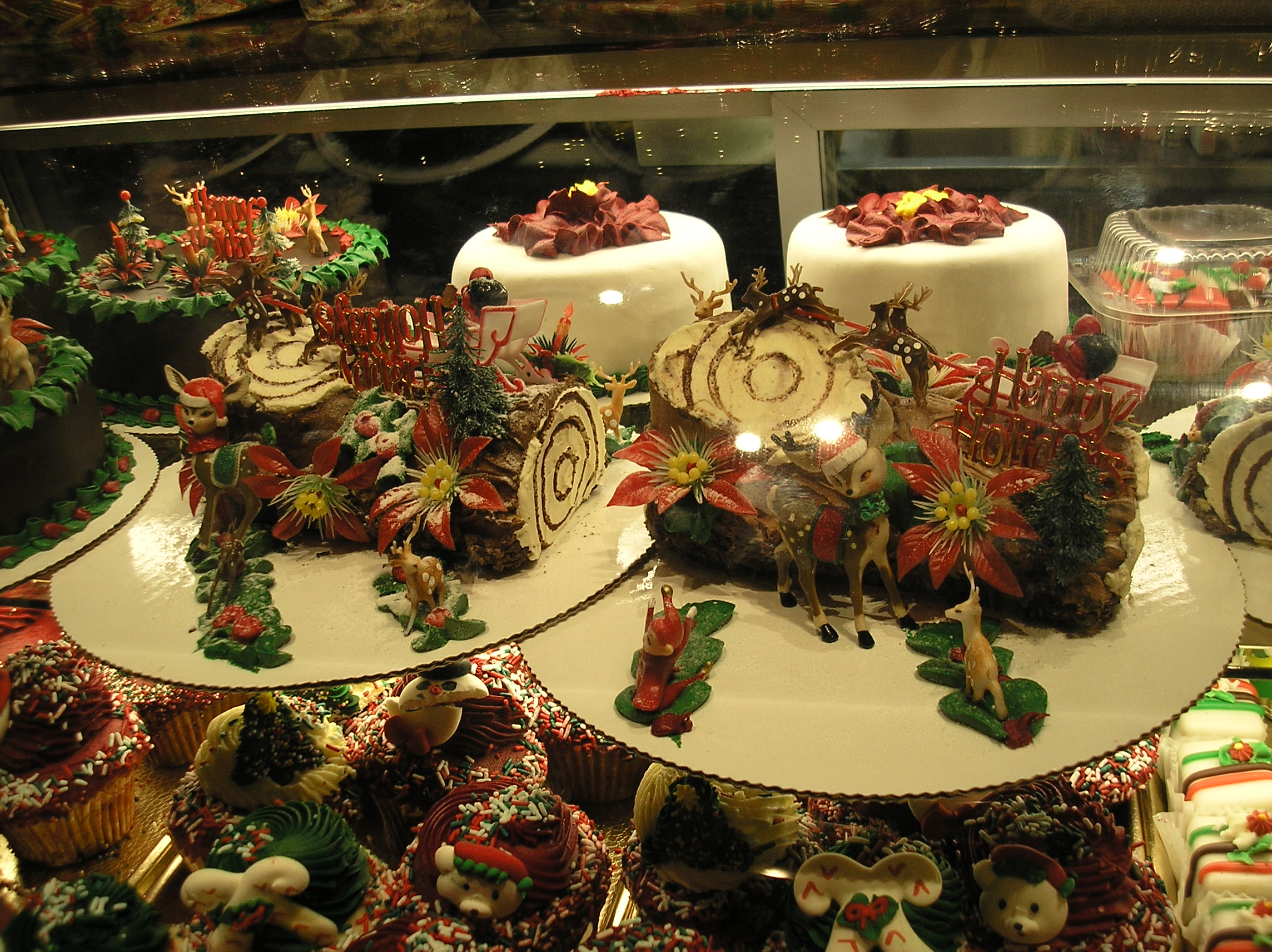
Baumstammkuchen in der Grand Central Station, New York

Bismarck-Eiche (auch in der Schreibweise: Bismarckeiche) ist eine Biskuitroulade, die nach dem „Reichsgründer“ Bismarck benannt wurde. Die Bismarck-Eiche weist große Ähnlichkeit mit dem traditionell französischen Weihnachtsgebäck Bûche de Noël auf und ist Teil der sächsisch-thüringischen Backkunst.
Eine Berliner Zeitschrift beschrieb 1937 eine kunstvolle Verzierung der Bismarckeiche (auch Baumstamm genannt): Von den schräg abgeschnittenen Enden legte man 2–3 ausgeschnittene Scheiben als Knorren auf den Baumstamm und markierte mit Creme die Baumringe. Sehr feingehackte Pistazien, grüne Mandeln oder grüne Sukkade wurde als Moos darüber gestreut, dann wurden noch kleine rote Käferchen (käuflich in großen Konfitürengeschäften) in das Moos gesetzt.
Vor dem Zweiten Weltkrieg war der Begriff in Konditorenkreisen bekannt, er war eingeführt für ein tortenähnliches Gebäck in Baumstammform. Das Wortzeichen befand sich seinerzeit schon seit vielen Jahren im öffentlichen Verkehr und wurde daher als Freizeichen angesehen. Zu DDR-Zeiten jedoch war der „anachronistische“ Name für die längliche Torte mit Blattornamenten dann verpönt und durfte aus politischen Gründen öffentlich nicht mehr verwendet werden, sondern wurde durch abgewandelte Namen wie Eichenstamm oder einfach nur Eiche ersetzt. Heute taucht der Kuchen Bismarck-Eiche vereinzelt wieder auf.

## Zubereitung
Eine mit Buttercreme eingestrichene Biskuitkapsel rollt man zu einem Stamm zusammen. Die beiden Enden werden schräg geschnitten und die Rolle von außen dünn mit einer braunen (meist Schokoladen-)Buttercreme bestrichen, die mit Kakao gefärbt wurde. Mit einem Spritzbeutel mit Sterneinsatz dressiert man den Rest der Buttercreme der Länge nach auf die Rolle in möglichst dichte Streifen (die die Baumstammrinde markieren sollen). Andersfarbige Ornamente in Form von Blättern und Zweigen werden auf den Stamm garniert.